# بخش هریسون (شهرستان پربل، اوهایو)
بخش هریسون (به انگلیسی: Harrison Township) یک منطقهٔ مسکونی در ایالات متحده آمریکا است که در شهرستان پربل، اوهایو واقع شده‌است.
 بخش هریسون ۹۳٫۰ کیلومتر مربع مساحت و ۴٬۶۰۱ نفر جمعیت دارد و ۳۱۲ متر بالاتر از سطح دریا واقع شده‌است.